# 格伦瓦德之战
格倫瓦爾德戰役（波蘭語：Bitwa pod Grunwaldem），也称第一次坦能堡戰役（德語：Schlacht bei Tannenberg），或扎爾吉里斯戰役（英語：Battle of Žalgiris）发生在1410年7月15日，由波蘭國王雅盖沃和立陶宛攝政大公维陶塔斯领导的波兰-立陶宛联军，對陣大团长乌尔里希·冯·容寧根领导的条顿骑士团和其他十字軍教團。
自1303年以來波兰-立陶宛-条顿之間的战争就一直不曾間斷，1386年後，波蘭和立陶宛組成共主邦聯，企圖將條頓騎士團的勢力逐出波羅的海，格倫瓦爾德戰役是雙方矛盾達到頂點的結果。戰役以條頓騎士團的慘敗而告終，自大團長容寧根以下，參戰的270名高階騎士陣亡211名，士兵也死傷慘重，波蘭人乘勢圍攻，條頓騎士團幾近亡國。條頓騎士團雖然保住了他们的總部馬爾堡和大部分的领土，但是於次年簽訂的訂《第一次索恩和约》使其背上了沈重的經濟負擔，不得不在領地徵收重稅，十年后造成了城市和擁有大量土地的绅士的暴乱。1466年騎士團被迫簽署《第二次索恩和约》，從此成為波蘭附庸。
這場戰鬥被認為是波蘭和立陶宛歷史上最重要的勝利之一，成為了兩國建國神話的來源。同為斯拉夫民族的烏克蘭和白俄羅斯也紀念這一戰役。幾個世紀以來，它在歐洲的許多地方成為浪漫主義和民族自豪感的靈感來源，以及反對外國入侵者鬥爭的象徵。

## 名称与位置
战争发生于条顿骑士团国境内的三个小村镇：西面的格倫瓦爾德，东北的斯泰巴克和南部的沃德维格沃之间的广大平原上。波兰国王在一封用拉丁文书写的信上提及这场战争的位置：「in loco conflictus nostri, quem cum Cruciferis de Prusia habuimus, dicto Grunenvelt」，后来波兰的编年史作者将格倫瓦爾德解释为一致的绿林之意，而在立陶宛，這個地方被译为Žalgiris。德意志人将他们的军队部署在坦能堡，并根据此地命名这场战争。
于是，在500年间，这场战争在不同民族间有不同称呼：
- 德意志人：Schlacht bei Tannenberg（坦能堡邻近地区戰役）
- 波兰人：Bitwapod Grunwaldem（格倫瓦爾德戰役）
- 立陶宛人：Žalgiriomūšis（加基里斯戰役）

在其他与这场战争有密切关系的国家中，这场战争分別被称为：
- 英語：
- 白俄羅斯語：，Hrúnvaldzkajabі́tva
- 烏克蘭語：，Gryúnvaldskabýtva
- 俄語：，Gryúnvaldskayabі́tva
- 鞑靼语：Grünwaldsuğışı
- 捷克語：
- 羅馬尼亞語：

## 背景

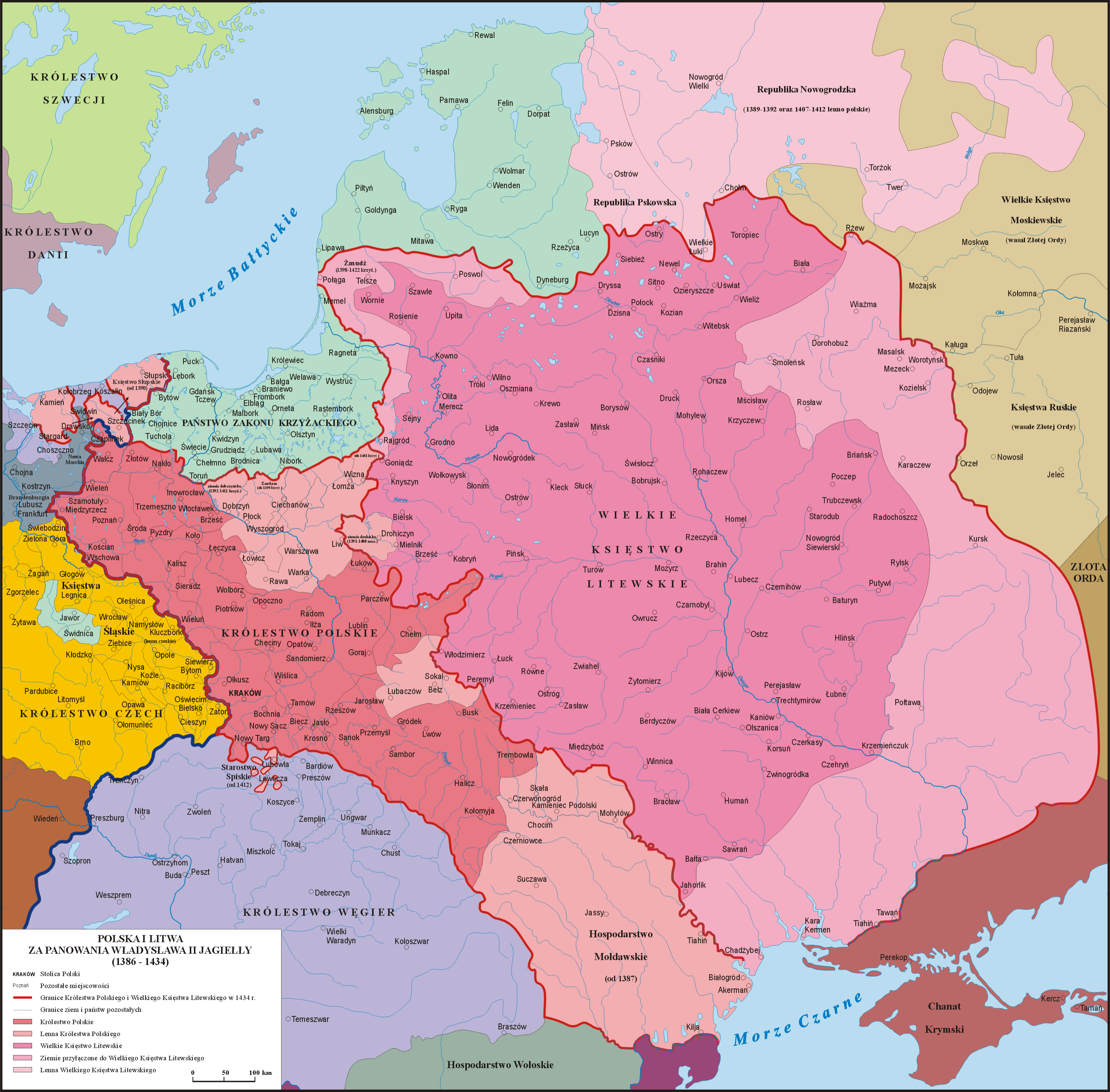
1368-1434年間波蘭和立陶宛的擴張

在13世纪，条顿骑士团接受教皇的旨意与马佐夫舍的康拉德的请求，来到庫爾姆附近地区协助十字军与异教徒普鲁士人战斗。条顿骑士团通过神圣罗马帝国金璽詔書和教皇敕令获得了普鲁士，给他们无限的权力，建立新的基督化国家普鲁士王國於异教地区普鲁士地区（Terra Prussiae）。他们获得更北方的波罗的海沿岸地区（即现在的拉脱维亚、立陶宛和爱沙尼亚），条顿骑士团土地进一步扩大。
在1385年克雷沃联合将波兰和立陶宛的王权合二为一，随后大公约盖拉和当时的女王雅德维加的婚姻令权力平衡；两个国家更意识到只有联合行动才能停下条顿骑士团扩张的脚步。约盖拉承认基督教，并以瓦迪斯瓦夫·雅盖沃的名义成为波兰国王。立陶宛昄依基督教动摇了条顿骑士团所谓针对异教徒发动十字军入侵的借口。条顿骑士团国失去了它征服這塊土地的理由。
在1409年，萨莫吉希亚发生暴乱。立陶宛支持這起暴乱，因此条顿骑士团威脅入侵立陶宛。波蘭宣佈支持立陶宛，並威脅以入侵普魯士作為回報。當普魯士部隊撤離了萨莫吉希亚（Samogitia），1409年8月14日条顿骑士团大团长乌尔里希·冯·容寧根向波兰王国和立陶宛大公国宣战。条顿骑士团的军队开始入侵大波兰和库亚维亚，但是波兰人击退了进攻并夺回布龍貝格（今比得哥什），双方沒有充分的準備，随后签署效期至1410年6月24日的停战协议。雙方都利用这个时间准备下一次的決戰。

## 战争过程

### 進軍普魯士

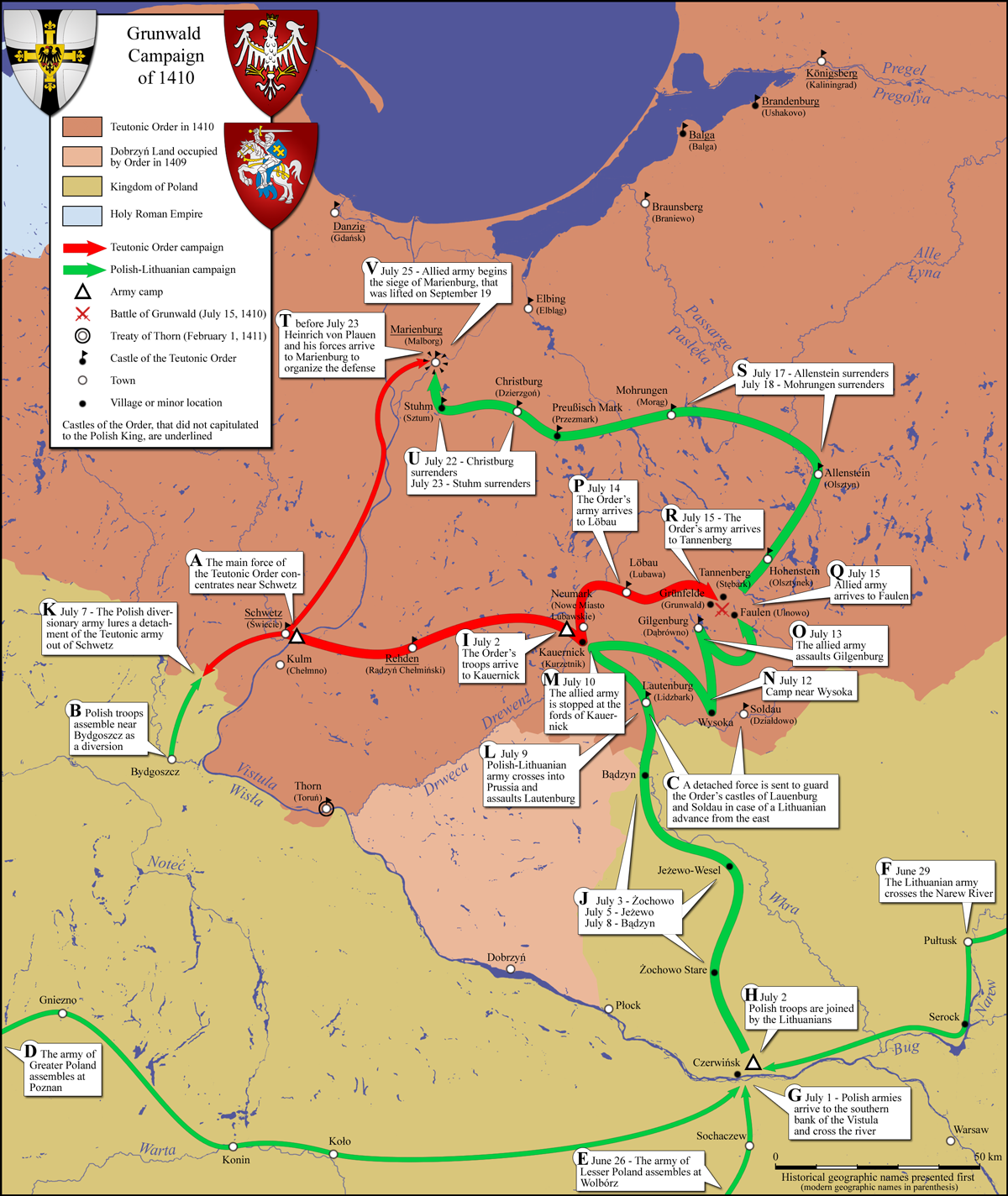
坦能堡戰役前後的軍隊部署

条顿骑士团的军队知道波兰立陶宛联军的形成，并预料到了他们会遭到但泽的波兰军队和进军萨莫吉希亚的立陶宛军队的双面夹击。为了消除这次威胁，乌尔里希·冯·均林根将他的部分军队集中于施威茨（谢维尔兹），离开他在东部城堡拉格尼特（涅曼），洛辰（基泽茨克）附近的来因（瑞恩）和梅梅尔（克莱佩达）的大批人马。波兰人和立陶宛人继续通过组织几次深入敌人领土的突袭掩盖他们的意图。乌尔里希·冯·容寧根要求将停火期限延至7月4日，以让来自西欧的雇佣兵抵达战场。波兰立陶宛联军也有足够的时间积攒力量。
在1410年6月30日，大波兰与小波兰的军队在维斯瓦河的浮桥上会合，并与马佐夫舍和立陶宛大公国的军队见面。雅盖沃的波兰军队和由他表兄弟立陶宛大公维陶塔斯大帝（在雅盖沃与波兰女王结婚时将他在立陶宛的权力让位于维陶塔斯）领导的立陶宛军队在1410年7月2日合二为一。一周后他们在条顿骑士团领土上会合，向敌军总部马尔堡城堡进发。
乌尔里希·冯·均林根将他的军队撤出施维茨并在泽文兹（泽文查）河上组织防御线。围桩加强河渡的防御力，而且城堡附近增加防守。6月24日，瓦迪斯瓦夫二世·雅蓋沃和捷克傭兵抵達沃爾博日。三天後，波蘭軍隊已經到達會面地點。6月3日，立陶宛軍隊從維爾紐斯出發，與格羅德諾的魯塞尼亞軍團會合。他們與波蘭人渡河當天抵達切爾溫斯克。雅盖沃决定从东方侧翼包围敌军，并在他向普鲁士的攻击途中他继续穿越叟道（交多沃）和内登堡，向马尔堡进军。城镇被严重损坏，而且基根堡被掠夺一空，夷为平地，制造大量的难民。7月9日，部隊越過普魯士邊境。在7月13日两座城堡被占领，通往马尔堡的道路打开。
渡河行動一直是秘密的，直到試圖談判和平的匈牙利使節通知了大團長。烏爾里希·馮·容寧根在掌握了波蘭立陶宛的意圖後，立即留下海因里希·馮·普勞恩指揮的3,000人在维斯瓦河畔施韦茨，並派遣主力部隊在考爾尼克（Kauernik，Kurzętnik）附近的德雷文茨河（Drwęca）組織防線。渡河處建有柵欄。7月11日，在與八人戰爭委員會會面後，瓦迪斯瓦夫二世·雅蓋沃決定不在如此堅固、易守難攻的位置渡河。軍隊將繞過這條河道，向東轉向河源，因為那裡沒有其他主要河流將他的軍隊與馬爾堡隔開。軍隊繼續向東向索爾道（賈烏多沃）進軍，儘管沒有試圖佔領該鎮。條頓軍隊沿著德雷文茨河向北行進，在西普鲁士地区勒包（盧巴瓦）附近渡河，然後與波蘭立陶宛軍隊平行向東移動。根據騎士團的宣傳，後者蹂躪了吉爾根堡（Gilgenburg，Dąbrówno）。後來在倖存者向教宗提交的自私證詞中，騎士團聲稱馮容寧根對這些所謂的暴行感到非常憤怒，他發誓要在戰鬥中擊敗入侵者。

### 战斗准备
7月15日凌晨，兩支軍隊在格倫瓦爾德、坦能堡和路德維希斯多夫（Ludwigsdorf，Łodwigowo）幾個村之間約4平方公里的區域內相遇。兩軍沿東北-西南軸線組成對峙戰線。波蘭立陶宛軍隊駐紮在路德維希斯多夫和坦能堡前方和東部。波蘭重騎兵組成左翼，立陶宛輕騎兵組成右翼，各類傭兵組成中央。他們的士兵被組織成三排楔形隊形，每排大約有20人深。條頓軍隊集中了他們的精銳重騎兵，由弗雷德里克·馮·瓦倫羅德指揮，對抗立陶宛人。該教團率先組織軍隊投入戰鬥，希望藉此激怒波蘭人或立陶宛人，從而先發制人地發動攻擊。他們的部隊穿著厚重的盔甲，必須在烈日下站立數小時等待進攻。一份編年史記載稱，他們挖了一些坑，以便進攻的軍隊能夠掉進去。他們也嘗試使用野戰炮，但小雨淋濕了火藥，只發射了兩發砲彈。由於瓦迪斯瓦夫二世·雅蓋沃拖延時間，大團長派遣信使帶著兩把劍去「協助瓦迪斯瓦夫二世·雅蓋沃和維陶塔斯戰鬥」。這些劍意在表示侮辱和挑釁。它們被稱為“格倫瓦爾德之劍”，日后成為了波蘭的國家象徵之一。

### 两军交锋和立陶宛的溃退
維陶塔斯在波蘭军队的支持下，開始對條頓軍隊的左翼發動攻擊。經過一個多小時的激戰後，立陶宛輕騎兵無法抵抗條頓騎士的重裝騎兵，開始全面撤退。揚·德烏戈什將這一事態發展描述為立陶宛軍隊的徹底潰敗。根據德烏戈什的說法，騎士團以為勝利屬於他們，便散開隊形，對撤退的立陶宛軍隊進行混亂的追擊，並掠奪了大量戰利品，之後返回戰場與波蘭軍隊交鋒。他沒有提及後來重返戰場的立陶宛人。因此德烏戈什將這場戰役描述為波蘭人獨自取得的勝利。這種觀點與《衝突紀年》相矛盾，並受到了現代歷史學家的質疑。
從瓦茨拉夫‧拉斯托夫斯基（Vaclaw Lastowski）1909年發表的一篇文章開始，他們就提出，這次撤退是借鑑和金帳汗國作戰中學習的策略。在沃爾斯克拉河戰役（1399年）中，立陶宛軍隊遭到慘敗，維陶塔斯本人也差點喪命，立陶宛軍隊曾假裝撤退逃過一劫。1963年，瑞典歷史學家斯文·埃克達爾（Sven Ekdahl）發現並發表了一封德語信件，此後這一理論得到了更廣泛的認可。這封信寫於戰役結束幾年後，告誡新任大團長要警惕類似大戰中使用的佯裝撤退的策略。史蒂芬·特恩布爾堅稱立陶宛的戰術撤退並不完全符合佯裝撤退的模式。這樣的撤退通常由一兩個部隊進行（而不是幾乎整個軍隊），並迅速進行反攻（而立陶宛人在戰鬥後期才撤退）。

### 波兰-条顿鏖战
當立陶宛軍隊撤退時，波蘭軍隊與條頓軍隊之間爆發了激烈的戰鬥。由大軍团长庫諾·馮·利希滕斯坦指挥，條頓軍隊集中在波蘭的右翼。馮·瓦倫羅德的6个旗軍沒有追擊撤退的立陶宛軍隊，而是加入了右翼的攻擊。騎士團在最初的交锋中占据上風，一度夺取了而王室旗手弗羅西莫維采的克拉科夫的王室旗幟。然而它很快就被奪回，戰鬥仍在繼續。瓦迪斯瓦夫二世·雅蓋沃部署了他的預備隊——這是他的軍隊的第二道防線。大團長烏爾里希·馮·容寧根隨後親自率領16個旗軍，这幾乎是條頓軍隊原有兵力的1/3，前往波蘭右翼。而瓦迪斯瓦夫二世·雅蓋沃則部署了他的最後的後備軍，即他軍隊的第三線。混戰蔓延到了波蘭指揮部，一名被確認為是科凱里茨的迪波爾德/盧波爾德（英語：Lupold or Diepold of Kökeritz）的騎士直接向國王瓦迪斯瓦夫二世·亞蓋沃發起了衝鋒。瓦迪斯瓦夫的衛兵茲比格涅夫·奧萊希尼茨基挽救了國王的性命，獲得了王室的青睞，後來他成為了波蘭最有影響力的人物之一。

### 立陶宛的夹击和条顿骑士团的敗亡

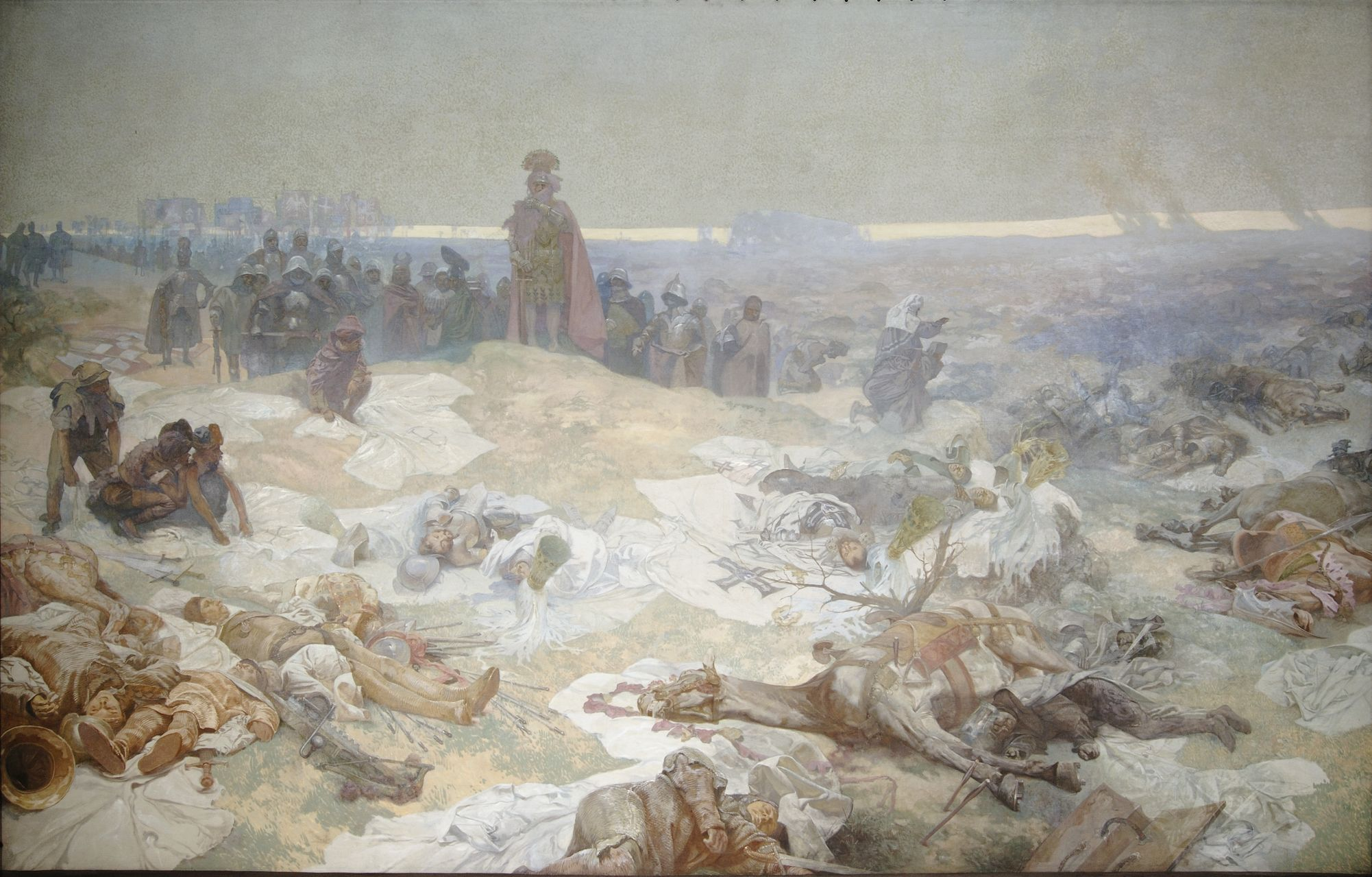
阿爾豐斯·慕夏《斯拉夫史詩》中描繪的戰場情景

战争的转折在于重新组织阵列的立陶宛人返回戰場，從背後攻擊馮·容寧根。由于此前的鏖战，此時條頓骑士们已無法與大批波蘭騎士和前進的立陶宛騎兵对抗。當馮容寧根試圖突破立陶宛防線時被殺死，根據《衝突紀事》（拉丁語：Cronica conflictus），奧萊希尼察的多別斯瓦夫用長矛刺穿了這位大團長的脖子，而德烏戈什則認為是斯克日諾的姆什祖伊做的。條頓騎士團陷入重圍，群龍無首，開始撤退。部分潰敗的部隊撤回了自己的營地。當隨軍人員反抗他們的主人並加入追殺時，這項舉措適得其反。騎士們試圖建造一座馬車堡壘：營地被馬車包圍，作為臨時防禦工事。然而防禦很快就被突破，營地遭到蹂躪。根據《衝突紀事》記載，在那裡陣亡的騎士比戰場上還多。之後的戰鬥持續了約10個小時。
條頓騎士團將這次失敗歸咎於庫爾姆旗幟指揮官尼古拉斯·馮·雷尼斯的叛国行為，並未經審判就將其斬首。他是同情波蘭的騎士團體「蜥蜴聯盟」的創始人和領導者。根據命令馮·雷尼斯降下了旗幟，這被視為投降的信號，導致軍隊慌亂撤退。

## 脚注
1. 1 2
2. ↑  在bildarchiv-ostpreussen.de查找德意志老地图  （页面存档备份，存于）
3. ↑  在9月16日……波兰国王将他的明确打算写入给波美萨尼亚主教的信上，他打算在格倫瓦爾德战场上建布雷廷修道院(Brigittine)，字面上为in loco conflictus nostri, quem cum Cruciferis de Prusia habuimus, dicto Grunenvelt.—斯文·埃克达 .   [2009-04-17]. （原始内容存档于2009-05-26）.：在二十世纪纪念碑反映出来的坦能堡-格倫瓦爾德-加基里斯战役（1410年），S. 175ff （页面存档备份，存于）,在：维克多·玛利亚-米兰尼斯，马尔科姆·巴勃等：The Military Orders Volume 3: History and Heritage, Ashgate Publishing, Ltd., 2008年 ISBN 0-7546-6290-X 9780754662907  （页面存档备份，存于）

## 进阶阅读

### 非小说
- Stefan Kuczyński，Szymon Kobyliński，Chorągwie grunwaldzkich zwycięzców（格倫瓦爾德戰役胜利者之旗）; WAiF, 华沙，1989年。ISBN 83-221-0467-7
- Ioannes Longinus (Jan Długosz), Annales seu Cronicæ Incliti Regni Poloniæ; PWN, 华沙，2000年。ISBN 83-01-13301-5
- Ioannes Longinus (Jan Długosz), Bitwa grunwaldzka; Ossolineum，Wrocław，2003年。ISBN 83-04-04632-6
- Mečislovas Jučas, Žalgirio mūšis (Battle of Grunwald); Mokslas, Vilnius，1990年。ISBN 5-420-00242-6
- Sven Ekdahl，Die Schlacht bei Tannenberg 1410. Quellenkritische Untersuchungen. Bd. 1: Einführung und Quellenlage. ISBN 3-428-05243-9 Review at lituanus.org （页面存档备份，存于）
- Sven Ekdahl Die "Banderia Prutenorum" des Jan Długosz: Eine Quelle zur Schlacht bei Tannenberg 1410 : Unters. zu Aufbau, Entstehung u. Quellenwert d. Hs. : mit e. ... Klasse ; Folge 3, Nr. 104). ISBN 3-525-82382-7

### 小说
- Henryk Sienkiewicz，Krzyżacy (The Teutonic Knights); Tygodnik Ilustrowany, Kraków，1900年。ISBN 0-7818-0433-7
- James A. Michener，Poland; Random House, 1984年。ISBN 0-449-20587-8
- Robert L. Stevenson，"Prince Otto" in "Seven Novels"; Barnes & Noble, 2006年。ISBN 978-0-7607-8012-1 ISBN 0-7607-8012-9